# الرجل الصيني (مصطلح)
الرجل الصيني (بالإنجليزية: Chinaman)‏ (البديل النسائي: المرأة الصينية (بالإنجليزية: Chinawoman)‏) هو مصطلح يحتمل أن يكون مثيرا للخلاف في اللغة الإنجليزية يشير إلى رجل أو شخص صيني، أو قومية صينية، أو في بعض الحالات، مصطلح غير مميز يشير للشخص الذي يرجع أصلة لمنطقة جغرافية شرق آسيا أو من عرقية شرق آسيا. على الرغم من أن هذا المصطلح ليس له دلالات سلبية في القواميس القديمة واستخدامه في اللغة الإنجليزية والفرنسية والإيرلندية غير قبل للاعتراض عليه، إلا أن القواميس يُعتبر مصطلح هجومي (كريه) ولم يعد يُفضل استخدامه. تطورت دلالاته المهينة من استخدامه في سياقات الازدراء فيما يتعلق بالصينيين والآسيويين الآخرين. في حين أن استخدام مصطلح الرجل الصيني غير مشجع في الوقت الحاضر من قبل منظمات أمريكية آسيوية، وقد استخدم هذا المصطلح من قبل الناطقين باللغة الإنجليزية من أصل صيني وآخرون، دون نية هجومية.